# Campylomyza flavipes
Campylomyza flavipes is een muggensoort uit de familie van de galmuggen (Cecidomyiidae). De wetenschappelijke naam van de soort is voor het eerst geldig gepubliceerd in 1818 door Meigen.
Een synoniem van Campylomyza flavipes is Campylomyza edwardsi (Nijveldt, 1959).